# Christian Schiffer (Komiker)
Christian Schiffer (* 20. Januar 1985 in Aachen) ist ein deutscher Stand-up-Comedian, Autor, Parodist und Schauspieler.

## Leben und Ausbildung
Schiffer machte 2004 sein Abitur am Städtischen Gymnasium Lechenich. Nach seinem Zivildienst in einer Psychiatrie in Zülpich, studierte er Germanistik, Philosophie und klassische Literaturwissenschaften an der Universität zu Köln. Hier legte er 2010 sein Erstes Staatsexamen ab. Schiffer lebt in Köln.

## Künstlerische Laufbahn
Schiffer parodierte 126 Persönlichkeiten des öffentlichen Lebens (Stand 2020). Bereits zu Schulzeiten imitierte Schiffer die Lehrer seiner Schule. Ende 2007 machte er seine ersten Bühnenerfahrungen in Köln und Bonn.
Ab 2009 trat Schiffer regelmäßig sowohl bei NightWash im Waschsalon als auch bundesweit auf NightWash-Tour, sowie im Quatsch Comedy Club in Berlin und Hamburg auf. 2013 war er mit Luke Mockridge Teil der 1LIVE-Hörsaal-Comedy Tour (u. a. parodierte er Lothar Matthäus, Bushido und die Geissens). Von 2012 bis 2014 parodierte er in der 1LIVE Comedyserie Global Geiss die Mitglieder der Familie Geiss, Robert, Reinhold und Carmen Geiss, von 2014 bis 2020 in Babo-Bus u. a. Sido, Haftbefehl, Jan Delay, Marteria und weitere deutschsprachige Rapper. Schiffer schrieb und sprach von 2014 bis 2021 das Radiocomedy-Format Jogis Eleven. Seit 2020 spielte er bei Binge Reloaded, dem Nachfolger von Switch Reloaded für Amazon Prime Video, im festen Ensemble mit.
Ab 2015 tourte Schiffer mit Jogis Eleven – in 11 Schritten zum Europameischter durch 30 deutsche Städte. 2017 startete die Folgetour Jogis Eleven – Jetzt erscht recht, die er 2018 beendete.